# Botafogo de Futebol e Regatas (futebol feminino)
O Botafogo de Futebol e Regatas, comumente conhecido como Botafogo, é um clube profissional de futebol feminino com sede no Rio de Janeiro, Brasil.

## História
Fundado em 1995, o time é filiado à Federação de Futebol do Estado do Rio de Janeiro (FFERJ) e disputa suas partidas em casa no Estádio Nilton Santos. As cores do time, refletidas em seu escudo e uniforme, são branco e preto. Elas competem na primeira divisão do futebol feminino no Brasil, o Campeonato Brasileiro de Futebol Feminino, e no Campeonato Carioca de Futebol Feminino, a primeira divisão da tradicional competição estadual.
O time profissional já foi campeão três vezes do Campeonato Carioca (2014, 2020/2021 E 2022) e conquistou uma Taça da Cidade de Nova Iguaçu (2015). Em 2024 conquistou a Copa Rio de Futebol Feminino. O time Sub-20 ganhou o Campeonato Carioca em 2022 e o time Sub-17/Sub-18 levou a Taça da Cidade de Nova Iguaçu também em 2015.
Em 2023 o time ganhou o primeiro ônibus personalizado da história do clube. Isso se deu após a equipe carioca firmar parceria com uma empresa de personalização de carros e veículos em geral.

## Títulos
Títulos oficiais
| ESTADUAIS | ESTADUAIS                    | ESTADUAIS | ESTADUAIS         |
|           | Competição                   | Títulos   | Temporadas        |
| --------- | ---------------------------- | --------- | ----------------- |
|           | Campeonato Carioca           | 3         | 2014, 2020 e 2022 |
|           | Copa Rio de Futebol Feminino | 1         | 2024              |

## Jogadoras
- Atualizado até 12 de Março de 2024 (parcial)

Nota: Bandeiras indicam equipe nacional, conforme definido pelas regras de elegibilidade da FIFA. Os jogadores podem ter mais de uma nacionalidade não-FIFA.
| N.º |        | Posição | Jogador                            |
| --- | ------ | ------- | ---------------------------------- |
| 1   | Brasil | G       | Yasmin                             |
| 2   | Brasil | D       | Bruna de Souza                     |
| 3   | Brasil | D       | Natalie Nalon                      |
| 4   | Brasil | D       | Karen Bender                       |
| 5   | Brasil | M       | Driely                             |
| 6   | Brasil | D       | Chaiane                            |
| 7   | Brasil | A       | Drika                              |
| 8   | Brasil | M       | Vitorinha                          |
| 9   | Brasil | A       | Nath Fabem                         |
| 10  | Brasil | M       | Ana Paula Emy Satake Yamada (Japa) |
| 11  | Brasil | A       | Kélen Bender                       |
| 12  | Brasil | G       | Michelle                           |
| 13  | Brasil | D       | Silvana                            |
| 14  | Brasil | D       | Bárbara Santos                     |
| 15  | Brasil | M       | Duda Basílio                       |

| N.º |           | Posição | Jogador               |
| --- | --------- | ------- | --------------------- |
| 18  | Brasil    | D       | Ana Guimarães "Guima" |
| 20  | Uruguai   | M       | Luciana Gómez         |
| 22  | Brasil    | A       | Vânia                 |
| 25  | Brasil    | M       | Kewllen               |
| 30  | Brasil    | M       | Mayara Vaz            |
| 34  | Brasil    | D       | Letícia Debiasi       |
| 99  | Brasil    | A       | Gabrielle Itacaré     |
| -   | Argentina | D       | Florencia Salazar     |
| -   | Brasil    | D       | Gisele                |
| -   | Brasil    | D       | Jéssica Baiana        |
| -   | Brasil    | D       | Thamires Ferreira     |
| -   | Brasil    | D       | Raiani                |
| -   | Brasil    | A       | Juanny                |
| -   | Brasil    | A       | Pâmela                |